# Aspidium ochthodes
Aspidium ochthodes là một loài thực vật có mạch trong họ Dryopteridaceae. Loài này được Kunze miêu tả khoa học đầu tiên năm 1851.